# Comercio exterior entre Bolivia y Egipto
El Comercio exterior entre Bolivia y Egipto se define al comercio internacional que mantienen bilateralmente el Estado Plurinacional de Bolivia con la República Árabe de Egipto en el intercambio de diferentes productos, bienes y servicios.

## Década de 2010
La siguiente tabla se muestra el comercio exterior entre Bolivia y Egipto, durante la década de 2010.
| Año  | Exportaciones de Egipto a Bolivia | Exportaciones de Bolivia a Egipto |
| 2010 | USD 200 mil                       | USD 316 mil                       |
| 2011 | USD 92.4 mil                      | USD 301 mil                       |
| 2012 | USD 203 mil                       | USD 566 mil                       |
| 2013 | USD 6.22 mil                      | USD 2.21 millones                 |
| 2014 | USD 100 mil                       | USD 140 mil                       |
| 2015 | USD 54.2 mil                      | USD 387 mil                       |